# Урсулинки

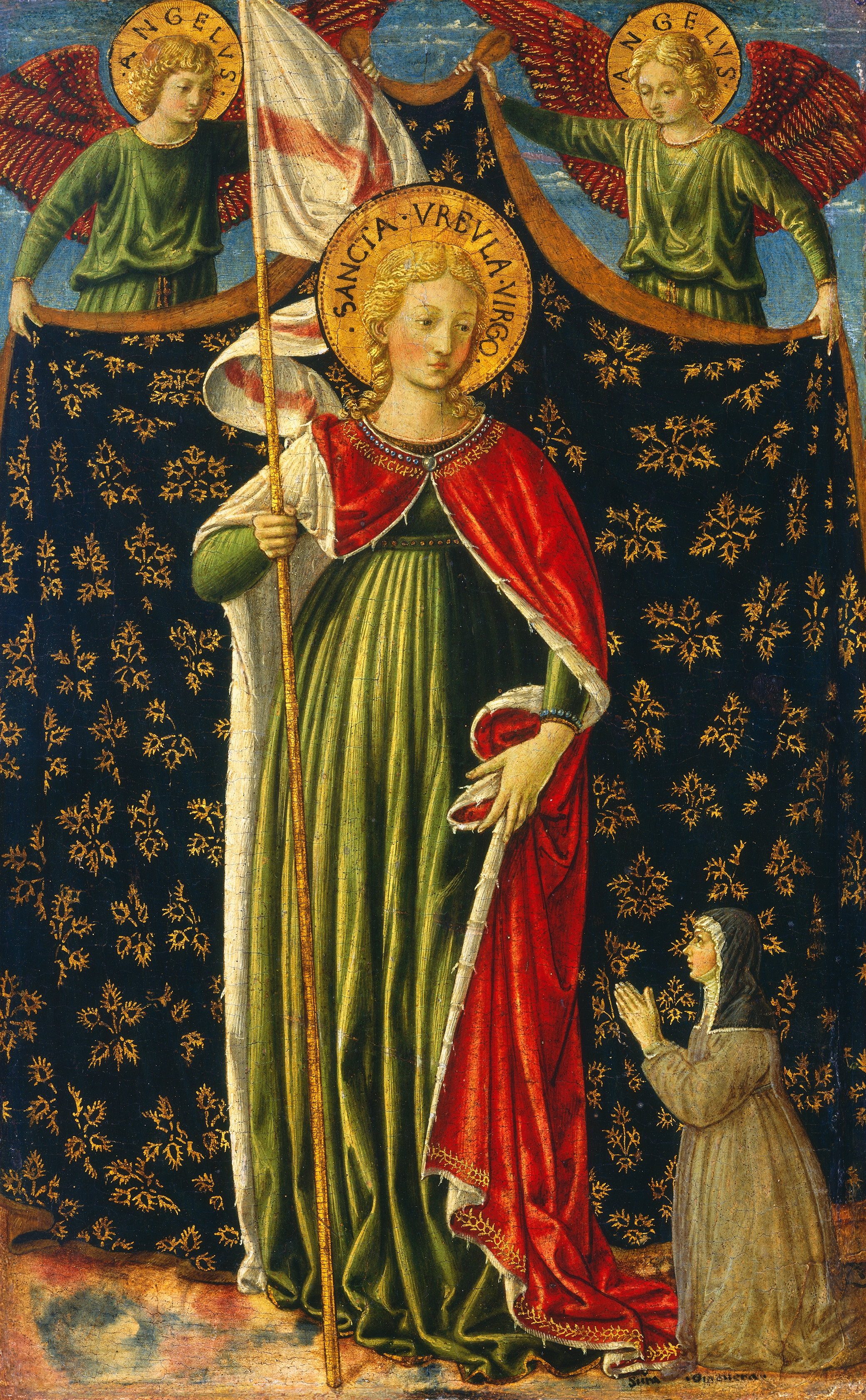

Урсу́линки (лат. Ordo Sanctae Ursulae; Орден Святої Урсули) — релігійний жіночий орден, заснований 1535 року в Брешії, який ставив за мету забезпечення освіти для дівчат і піклування про хворих і нужденних. Покровителем ордену вважалася свята Урсула.

## Сучасний стан
На початку XXI століття існують три відгалуження, що називаються урсулянками. Всі вони беруть початок від заснованого в XVI столітті Товариства Святої Урсули.
- Орден Сестер Урсулянок Римської Унії[pl] (OSU)
- Згромадження Сестер Урсулянок Непорочної Діви Марії з Ґандіно[pl] (OMVI)
- Згромадження Сестер Урсулянок Серця Ісуса в Агонії (USJK)

## Діяльність в Україні
На сьогоднішній день в Україні діють декілька домів Сестер Урсулянок Римської унії, котрі належать до Польської провінції. Доми в містах: Київ (Головний дім Сестер Урсулянок в Україні), Івано-Франківськ, Коломия, Суми, та смт Чернівці (Вінницька область). Також діє один дім Згромадження Сестер Урсулянок Серця Ісуса в Агонії в Кам'янці-Подільському (Хмельницька область).